# Marginal
Ein Marginal (lateinisch margo, marginis = „Rand“) ist etwas am Rande/auf der Grenze Liegendes, Nebensächliches (das heißt am Rande einer Sache, sprich eines Gegenstandsbereichs Liegendes). Das Wort muss keine entwertende Nebenbedeutung haben, diese kann aber durchaus mitschwingen. Eine weitere wichtige Gruppe von Bedeutungen bezieht sich von der Grenzwert-Methodik (Infinitesimalrechnung) her kommend auf mathematisch abgeleitete Größen, vor allem in den Wirtschaftswissenschaften.
Knapp außerhalb des Randes von einem Gegenstandsbereich liegend:
- Das Wort marginal wird auch adjektivisch verwendet (Diese Probleme sind marginal (= nebensächlich), sodass sie nicht zu erwähnen sind  --  oder: dies ist von marginaler (= nebensächlicher) Bedeutung).
- Marginale Gegenbeispiele: Will man für einen Prädikator, also für einen sprachlichen Ausdruck, der Vertreter für bestimmte Gegenstände oder Gegenstandsklassen ist, verdeutlichen, auf welchen Gegenstandsbereich er sich bezieht, kann man das über eine sogenannte Gegenstandsverankerung erreichen. Dabei zeigt man möglichst repräsentative Beispiele, für die der Prädikator steht und möglichst marginale Gegenbeispiele, wofür der Prädikator nicht steht. Je marginaler, das heißt je enger an der Grenze zum interessierenden Gegenstandsbereich die Gegenbeispiel sind, desto präziser lässt sich diese Grenze bestimmen. Gegenstände, die knapp außerhalb der Grenze des Gegenstandsbereichs liegen, für den der Prädikator steht, können so sicher als nicht zum Prädikator gehörig ausgeschlossen werden.[1]

Beispiel: Zeigt man auf die Farbe Türkis (Rechteck D) und sagt dabei „Das ist kein Grün“, dient Türkis als ein marginales Gegenbeispiel für den Prädikator Grün. Das Gegenbeispiel Türkis ist marginal, weil die Farbe Türkis fast, aber nicht mehr ganz in den Gegenstandsbereich Grün fällt, sprich Türkis liegt nur knapp außerhalb des Randes vom Gegenstandsbereich Grün. Die Farbe Blau (Rechteck G) wäre hier kein marginales Gegenbeispiel, weil sie recht weit vom Rand des Gegenstandsbereichs entfernt liegt. Der Gegenstandsbereich Grün ließe sich mit diesem Gegenbeispiel nicht eng genug eingrenzen und die Abgrenzung bliebe vage oder der Gegenstandsbereich wäre damit zu groß definiert.
| A | B | C | D | E | F | G |

- In der Soziologie existiert der Begriff der Marginalisierung, für einen Prozess des „an-den-Rand-Drängens“, bis hin zur Exklusion von sozialen Gruppen.

Verwendung als räumliche Angabe:
- Marginale Wahrscheinlichkeit ist ein selten verwendetes Synonym zum Begriff Randwahrscheinlichkeit. Als Randwahrscheinlichkeit bezeichnet man die Wahrscheinlichkeiten, die am Rand einer Häufigkeitstabelle stehen, die relative Häufigkeiten für Merkmalskombinationen enthält (Kontingenztafel). Über die relative Häufigkeit am Rand der Tabelle (Marginalhäufigkeit, marginale Häufigkeit, Randhäufigkeit) wird die Randwahrscheinlichkeit geschätzt. Zum Beispiel lässt sich die Wahrscheinlichkeit in dieser Stichprobe männlich zu sein an der relativen Randhäufigkeit ablesen und ist in diesem Beispiel 0,35. Alle Randhäufigkeiten über ein Merkmal hinweg, bilden zusammen die sogenannte Marginalverteilung (Randverteilung)

|                        | Mann | Frau | Randwahrscheinlichkeit |
| Klasse 10              | 0,25 | 0,25 | 0,50                   |
| Klasse 11              | 0,10 | 0,40 | 0,50                   |
| Randwahrscheinlichkeit | 0,35 | 0,65 | 1,00                   |
| ---------------------- | ---- | ---- | ---------------------- |

- In der Zahnmedizin bedeutet marginal „zum Zahnfleischrand gehörend“.

Im Sinne von klein:
- In den Wirtschaftswissenschaften bedeutet eine marginale Mengenänderung die Änderung um die kleinst mögliche Einheit.[2] Wichtig ist der Begriff der Marginalität etwa für die Bestimmung des Grenznutzens. Eine Fokussierung auf die Betrachtung kleiner Änderungen gegenüber dem Status löste die marginalistische Revolution innerhalb der Wirtschaftswissenschaften aus.

Sprachwissenschaft:
- In der allgemeinen Sprachwissenschaft bezeichnet marginale Kasus (englisch marginal case) solche Kasus, deren Funktion die Anzeige der peripheren Stellung eines Nomen in der Aussage ist.[3] Der englische Begriff geht auf Roman Jacobsons Randkasus zurück[4] (und kontrastiert mit Vollkasus).[5]

- In der finnischen Grammatik werden traditionell drei Kasus unter der Bezeichnung marginale Kasus (finnisch marginaaliset sijat) zusammengefasst und vier anderen Gruppen von Kasus gegenübergestellt (d. h. „grammatische Kasus“ sowie „innere“, „äußere“ und „abstrakte Lokalkasus“.)

| Fall                                     | Suffix                                   | Beispiel                                 | Übersetzung                              | Erklärung                                |
| Sogenannte marginale Kasus im Finnischen | Sogenannte marginale Kasus im Finnischen | Sogenannte marginale Kasus im Finnischen | Sogenannte marginale Kasus im Finnischen | Sogenannte marginale Kasus im Finnischen |
| ---------------------------------------- | ---------------------------------------- | ---------------------------------------- | ---------------------------------------- | ---------------------------------------- |
| Abessiv                                  | -tta2)                                   | talotta                                  | „ohne Haus“                              | Mangel (ohne etwas)                      |
| Instruktiv                               | -(i)n                                    | taloin                                   | „mittels Häusern“                        | Art und Weise (mittels etwas)            |
| Komitativ                                | -(i)ne-4)                                | taloineen                                | „mitsamt (ihren/seinen) Häusern“         | Dazugehörigkeit (zusammen mit etwas)     |